# Salsifis cultivé
Tragopogon porrifolius
Pour les articles homonymes, voir Salsifis (homonymie).
Espèce
Classification phylogénétique
Le salsifis cultivé (Tragopogon porrifolius L.) est une espèce de plante à fleurs de la famille des Astéracées et du genre Tragopogon, cultivée pour sa racine riche en inuline. Le terme désigne aussi cette racine, consommée comme légume.
Nom commun : salsifis à feuilles de poireau, salsifis austral, salsifis blanc, barbe de bouc, cercifis commun. de : Haferwurzel, en : oysterplant, es : barba de cabra, it : salsifi, barba di becco.
Notons que de nos jours ce qui est vendu sur les marchés sous le nom de « salsifis » est presque toujours de la scorsonère (Scorzonera hispanica), qui a une racine à peau noire.

## Description
C'est une plante herbacée bisannuelle, atteignant un peu plus d'un mètre de haut, à feuilles longues étroites, d'une couleur vert gris.
Les inflorescences sont des capitules isolés groupant des fleurs violettes. L'involucre, qui comporte 5 à 12 bractées soudées ensemble à la base, est plus long que les fleurs.
Les fruits, des akènes, sont prolongés par un bec qui porte une aigrette de poils plumeux.
La racine pivotante est charnue, lisse, blanc jaunâtre, longue d'environ 20 cm.
- S'ouvre un matin de printemps (sur un temps de 45 minutes).

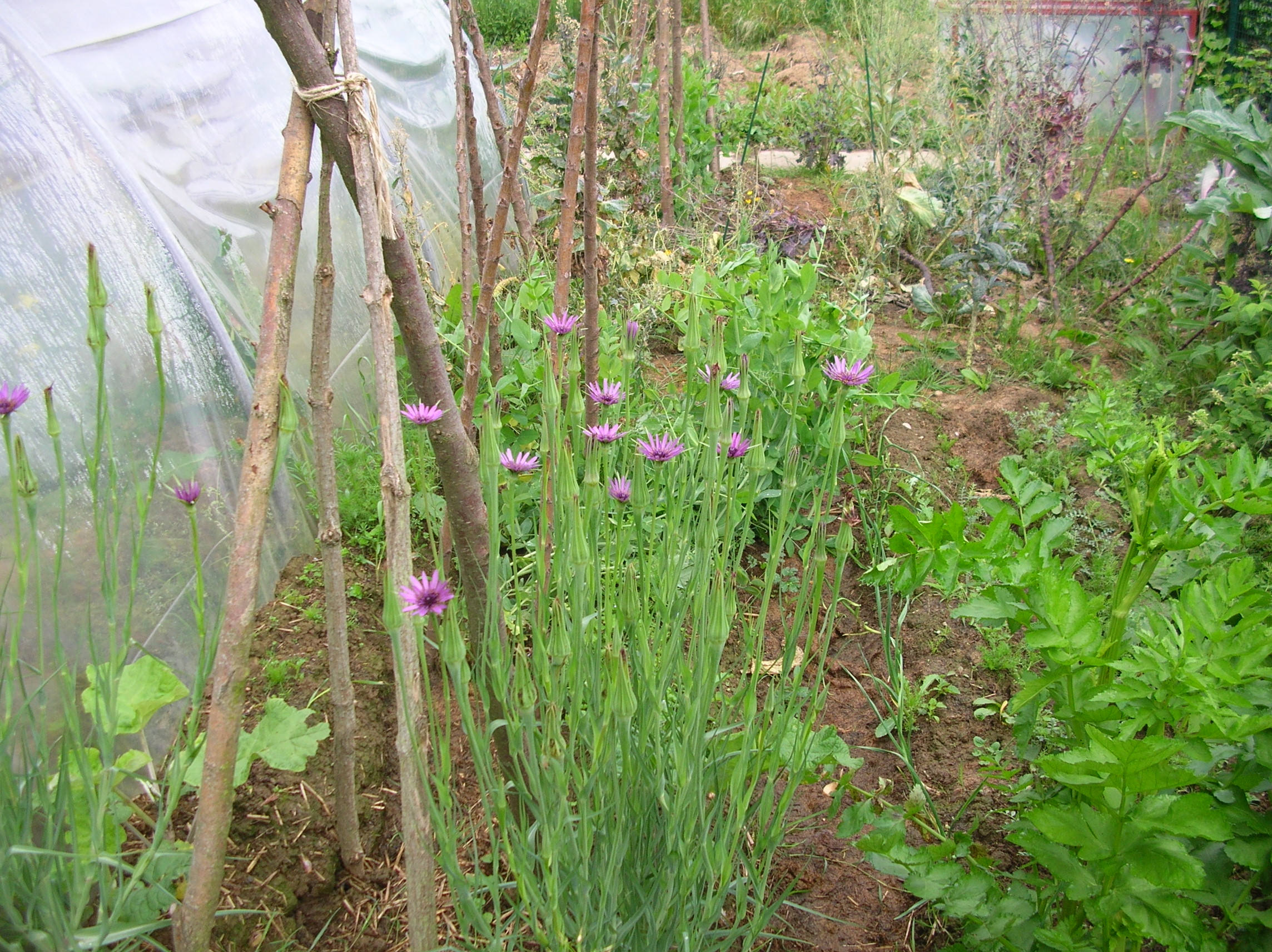
Plants dans un jardin potager.
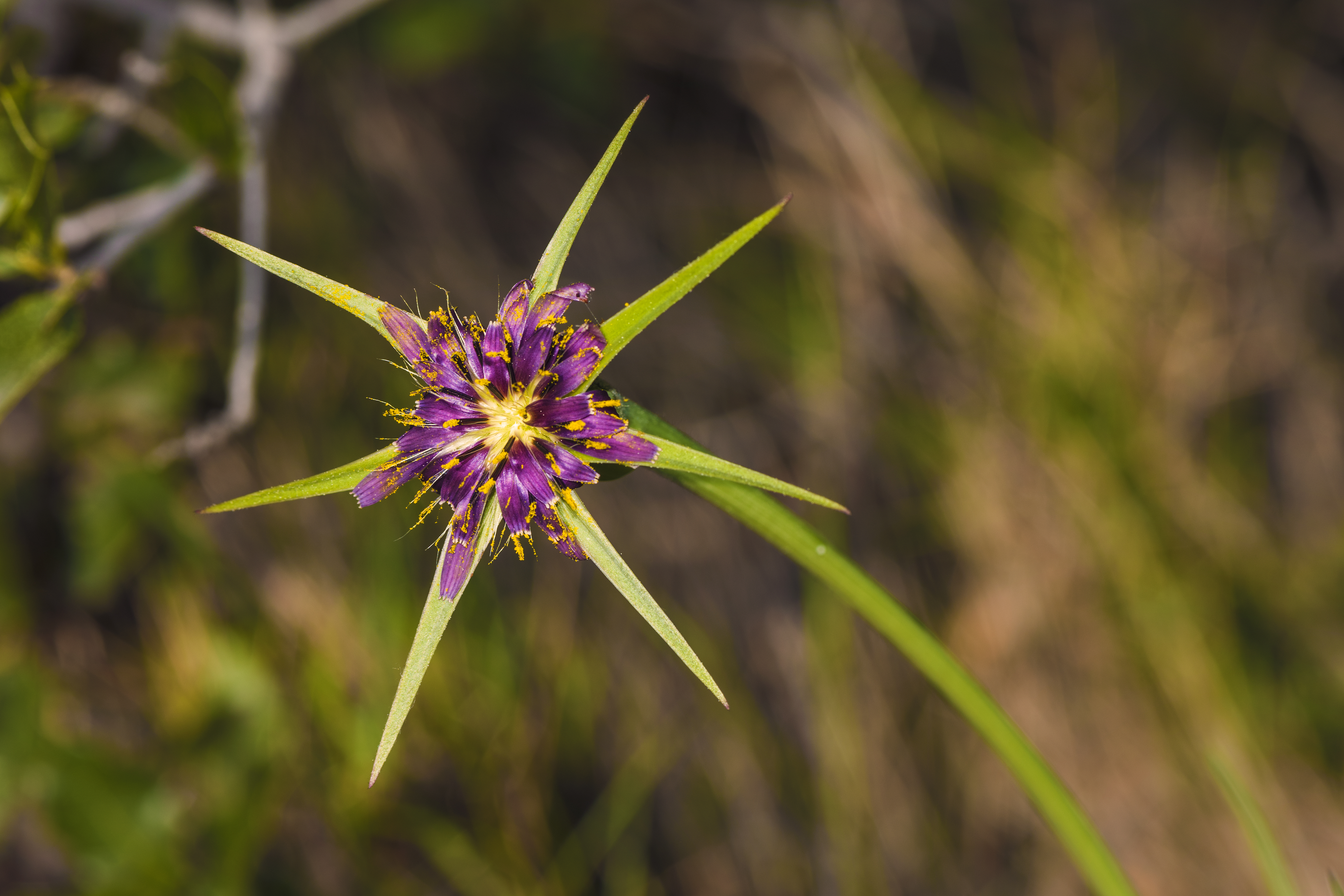
Capitule de Tragopogon porrifolius.

## Origine et distribution

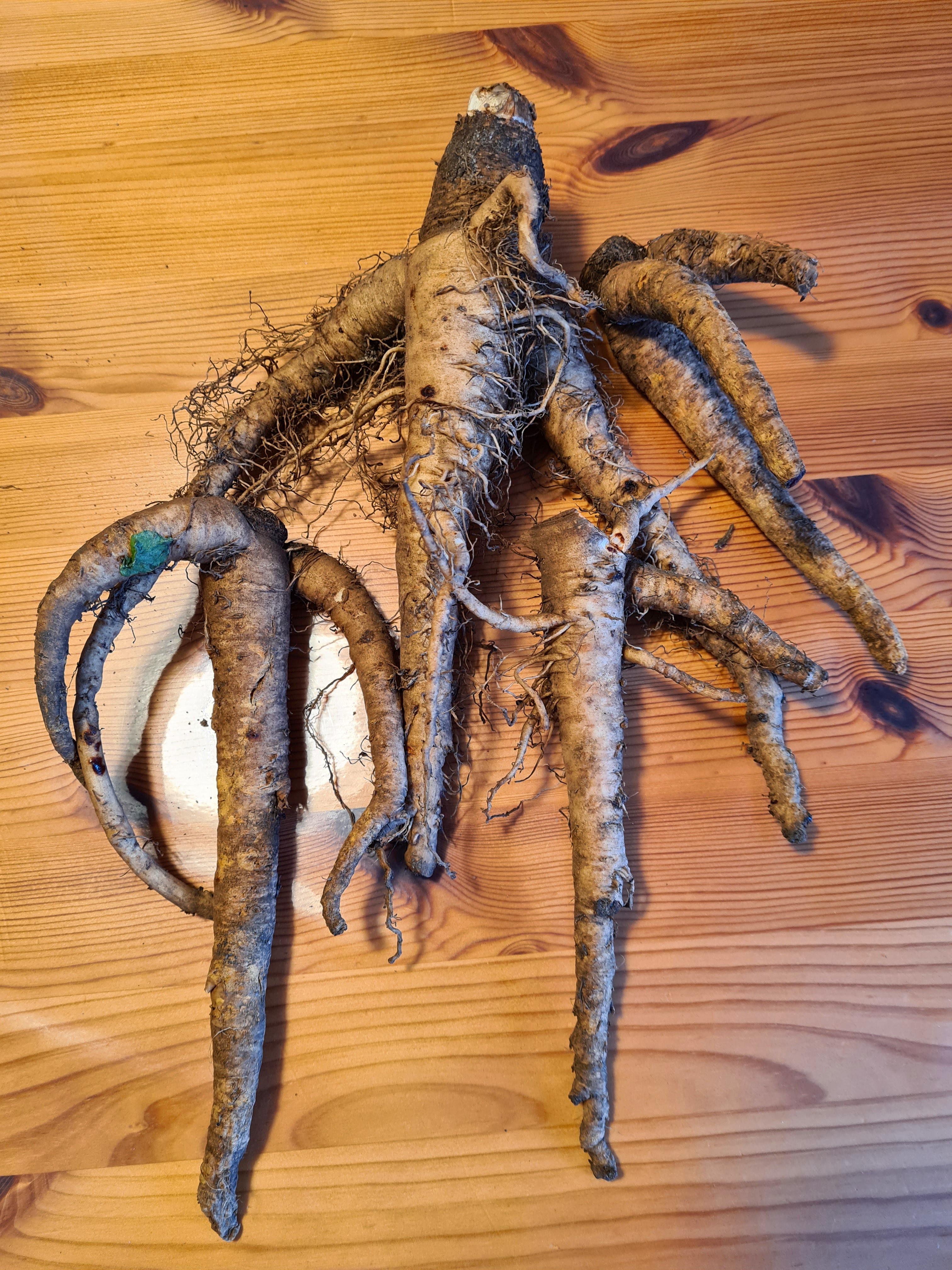
Racines de salsifis.

Cette espèce est originaire du bassin méditerranéen. Elle a été domestiquée tardivement, au XVIe siècle en Italie. Elle est naturalisée dans toutes les régions tempérées.

## Culture
Le salsifis préfère une terre profonde meuble et fraîche. La multiplication se fait par semis au printemps, de mars à mai. La récolte peut se faire environ sept mois après le semis, à partir d'octobre et durant tout l'hiver.
En culture maraîchère, le salsifis a été supplanté par la scorsonère, plante vivace d'une saveur plus appréciée qui peut rester en place au-delà de la deuxième année et dont la racine a une forme régulière qui la rend plus facile à récolter.

## Utilisation

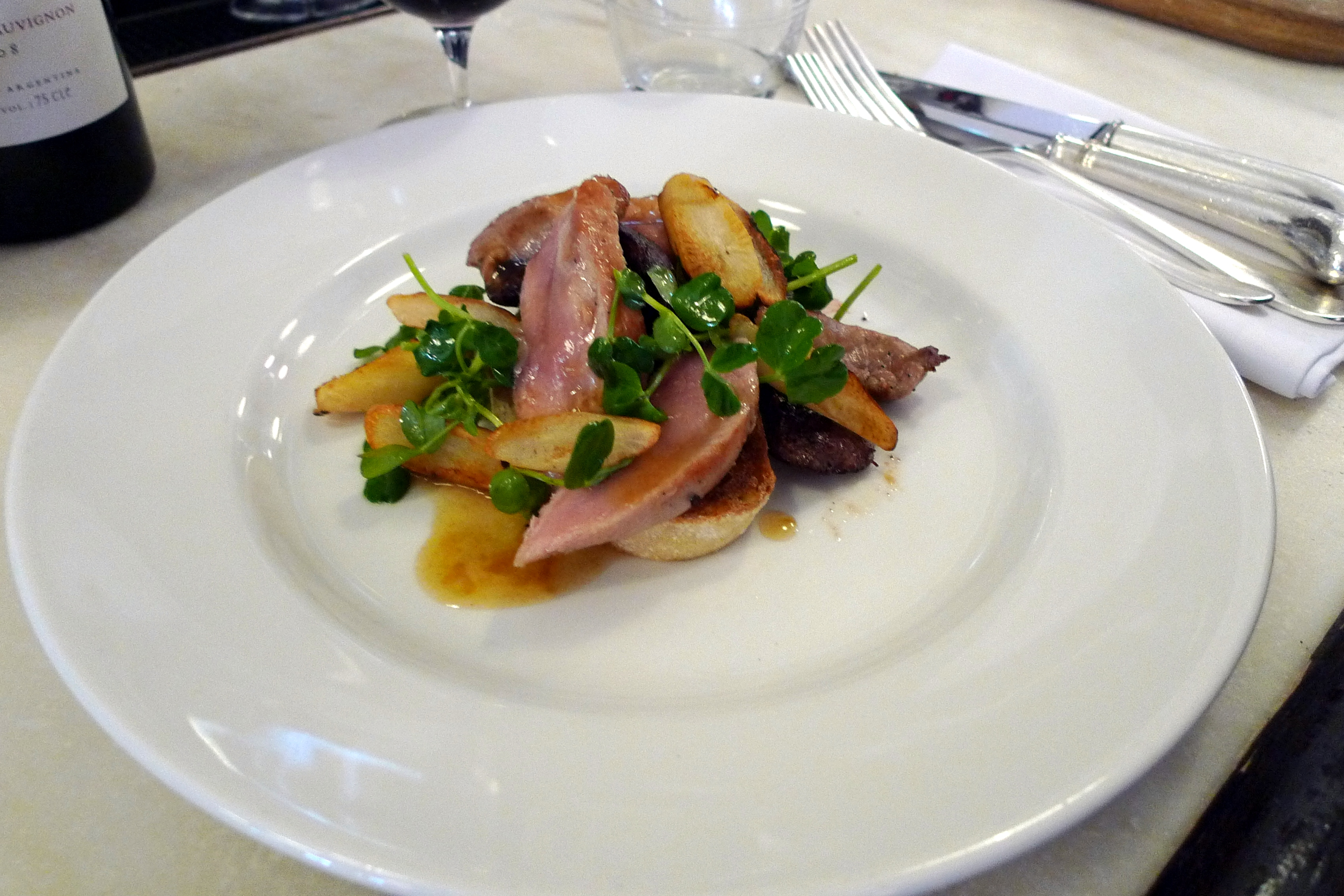
Viande de lapin avec du salsifis sauté.

Les racines, d'un goût un peu sucré, se consomment cuites de diverses manières : sautées, en ragoût, en salade, à la sauce béchamel.
Les jeunes feuilles peuvent également se consommer crues en salade.